# چن یی (بازیکن هاکی روی چمن، زاده ۱۹۹۷)
چن یی (انگلیسی: Chen Yi؛ زادهٔ ۲۸ ژانویهٔ ۱۹۹۷) بازیکن هاکی روی چمن اهل چین است.